# Rio Cremenuţa
O Rio Cremenuţa é um rio da Romênia, afluente do Cremenea, localizado no distrito de Braşov.